# Лосвида
Лосвида или Лосвидо (рус. Лосвіда; блр. Лосвидо) језеро је у Гарадочком рејону Витепске области, на крајњем северу Републике Белорусије. Језеро се налази на око десетак километара јужно од Гарадока и двадесетак километара северно од Витепска.

## Карактеристике
Површина језера је до 11,42 км², а површина сливног подручја 107 км². максимална дубина од 20,2 метра је у североззападном делу, док је просечна дубина око 7,2 метра. Укупна дужина обале је 25,6 км.
У језеро се улива једна мања река и неколико повремених потока, док из језера истиче један водоток. Обале су доста високе и стрме изузев на северозападу и западу где су нешто равније. Западне обале су пошумљене.
Обала је доста разуђена и образује 3 већа залива на југозападу, северозападу и североистоку. Североисточни и југозападни залив су директно повезани са централним делом језера, док је северозападни залив од остатка језера одвојен веома прудом дубине свега 0,2 метра.
До дубина од 6 метара дно је песковито, изузев на истоку и северу где су наслаге песка помешане са шљунком и камењем. На дубинама преко 9 метара је глина и сапропел. Минерализација воде је од 170 до 220 мг/л.

## Живи свет
Обале су обрасле трском и рогозом у ширинама од 15 до 150 метара. Фитопланктон је представљен са око 58 врста алги, углавном диатомеја. У језеру обитавају и 34 врсте зоопланктона и 68 врста зообентоса.
Најраширеније рибље врсте су смуђ, деверика, штука, јегуља, кедер, деверика, манић, шаран, јаз.